# Frýdlant nad Ostravicí zastávka
Frýdlant nad Ostravicí zastávka je železniční zastávka, která se nachází v jižní části města Frýdlant nad Ostravicí v okrese Frýdek-Místek. Leží v km 0,024 jednokolejné trati Frýdlant nad Ostravicí – Ostravice mezi stanicí Frýdlant nad Ostravicí a zastávkou Frýdlant nad Ostravicí-Nová Dědina.

## Historie
Nádraží bylo zprovozněno 16. srpna 1908, tedy současně se zahájením provozu na celé trati do Bílé. Původně šlo o výchozí nádraží lokální trati do Bílé, které bylo propojeno se sousední stanicí Frýdlant nad Ostravicí vlečkovou kolejí, až od října 1910 došlo k plnohodnotnému napojení dráhy do Frýdlantu nad Ostravicí.
Po zahájení provozu neslo nádraží pojmenování Friedland Hütte, v roce 1918 byl název počeštěn na Frýdlant Huť. V roce 1925 se označení změnilo na Frýdlant nad Ostravicí místní dráha, v letech 1939 až 1945 se používala dvojjazyčná verze Friedland (Ostrawitza) Lokalbahnhof / Frýdlant nad Ostravicí místní nádraží. Poté se používal jen český název Frýdlant nad Ostravicí místní dráha a to až do roku 1961, odkdy zastávka nese označení Frýdlant nad Ostravicí zastávka.

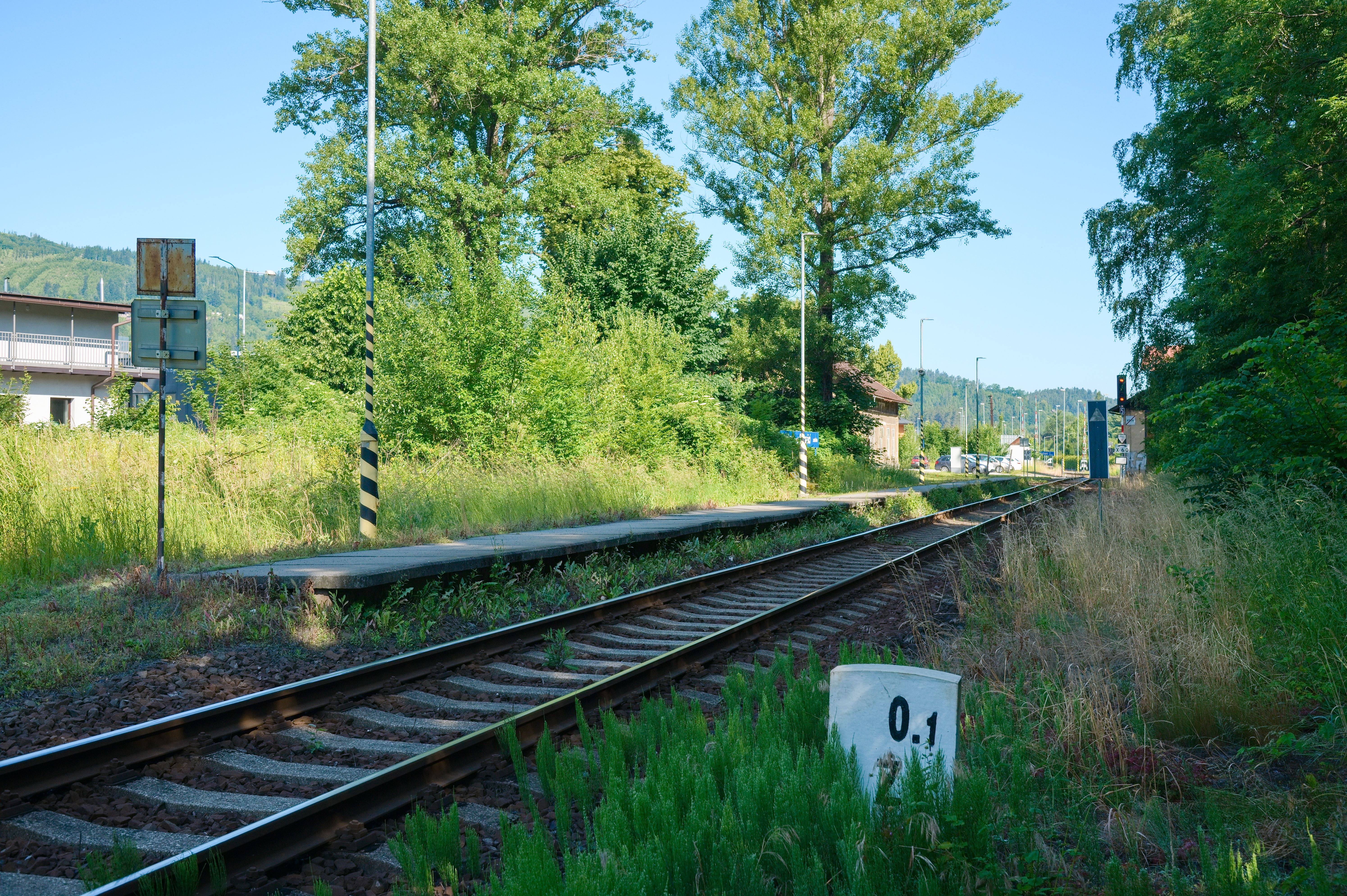
Celkový pohled na zastávku

## Popis zastávky
V zastávce je u traťové koleje zřízeno panelové nástupiště o délce 71 metrů, výška nástupní hrany se nachází 200 mm nad temenem kolejnice. Nástupiště se nachází vpravo ve směru jízdy od Frýdlantu do Ostravice. Osvětlení v zastávce se spíná automaticky pomocí soumrakového čidla. Zastávka se nachází v bezprostřední blízkosti stanice Frýdlant nad Ostravicí, vjezdové návěstidlo OS leží v km 0,000.
Cestujícím slouží přístřešek, původní budovy je cestujícím nepřístupná. Zastávka je trvale neobsazená železničními zaměstnanci. Cestující jsou informování o jízdách vlaků pomocí akustického informační systém INISS, který je ovládán ze stanice Frýdlant nad Ostravicí.